# Micropardalis doroxena
Micropardalis doroxena là một loài bướm đêm thuộc họ Micropterigidae. Nó được miêu tả bởi Edward Meyrick năm 1888. Nó là loài đặc hữu của the North Island of New Zealand.